# Wołomin
Wołomin é um município da Polônia, na voivodia da Mazóvia e no condado de Wołomin. Estende-se por uma área de 17,24 km², com 37 138 habitantes, segundo os censos de 2018, com uma densidade de 2 154,0 hab/km².